# 富岩鉄道の電車
富岩鉄道の電車（ふがんてつどうのでんしゃ）では、富岩鉄道（現在の富山地方鉄道富山港線）が保有した電車について記述する。

## 概要
富岩鉄道は、富山市内と神通川河口の岩瀬浜を結ぶ鉄道として1924年（大正13年）7月に富山口 - 岩瀬港間を開業、さらに1926年（昭和2年）12月には鉄道省富山駅への乗り入れを果たし、全通した。この鉄道は、開業当初より直流600Vにより電化されており、電車が運行されていた。
1941年（昭和16年）12月1日、陸上交通事業調整法により富岩鉄道は富山電気鉄道（現在の富山地方鉄道）に合併され、同社の富岩線となった。さらに1943年（昭和18年）6月1日には、戦争遂行の要請から富岩線は買収・国有化され、鉄道省の富山港線となった。

## 形式
この際、鉄道省に引き継がれた電車は、両運転台式で車体長12 - 14m級直接制御式のボギー車2形式（ボ1形、セミボ20形）4両である。これらは、私鉄時代の番号のまま使用され、いずれも日本国有鉄道形式を与えられないまま廃車された。同時に買収された電気車には電気機関車2形式2両（ロコ1、ロコ2）、客車には1形式（ハ1形）2両があった。
開業時には、名古屋鉄道から譲り受けた木造四輪単車2両（モハ10形、10, 11）があったが、両車を接合する改造名義で富岩線用ボギー車を製作する目論見で、日本鉄道自動車で工事中に買収となり、鉄道省には引き継がれなかった。この車両は1944年（昭和19年）に富山地方鉄道モハ30形（30）として落成し、のちにクハ150形（151）となっている。旧車体は、日本鉄道自動車から銚子電気鉄道に渡り、客車（ハフ10形）として使用されたという。

### ボ1形

ボ2（南富山駅）

富岩鉄道が開業時に用意した木造ボギー車で、1924年6月に2両（1, 2）が大阪鐵工所で製造された。記号として付されている「ボ」とは、ボギー車の意味である。
前面は、当時の大阪電気軌道や南海鉄道の電車が採用したのと同様の大きなRの付いた半流線型の5枚窓で、それぞれの窓の上部はアーチ形の曲線を描いている。側面は片引戸を両端に寄せた2扉で、窓配置はD22222Dであったが、扉の上部も前面と同様のアーチ形で、2個一組となった側窓の上部幕板にもそれぞれアーチ形の欄間がつけられているという、実に優美なスタイルの車両であった。最大長は12,065mm、最大幅は2,628mm、最大高は4,150mm、自重は17.65tで、総定員は74人、うち座席定員は18人（1942年（昭和17年）座席半減後）である。
屋根は丸屋根で、集電装置は当初ポールであったが、1928年（昭和3年）にパンタグラフへ交換された。
英国メトロポリタン＝ヴィッカース(MV)社製のT4D形、主電動機も同社製の定格出力52.22kWのものを2個装備した。歯車比は15:69である。台車は、日本車輌製造（日車）製のC形を履く。
1943年の国有化後も、そのまま富山港線で使用されたが、1945年（昭和20年）の太平洋戦争終戦直後に休車となり、1948年（昭和23年）4月7日付けで廃車されて、2両とも富山地方鉄道に譲渡された。
富山地方鉄道では、一時期立山線で付随車代用として使用した。その後、高伏線（現在の万葉線高岡軌道線）に移り、同線への新造車投入にともなって両車とも除雪用になり、ボ2は笹津線に移った。1959年（昭和34年）4月、高伏線が加越能鉄道に譲渡されたのに伴い、ボ1は同社の所属となり、1971年（昭和46年）まで使用された。
ボ2は、その後主電動機をウェスティングハウス・エレクトリック社製（形式不明）4個に交換し、制御器も日立製作所製RP形に交換された。もともと装備していたMV社製の電動機は、ボ1と共に予備用として加越能鉄道に譲渡されたという。車体も鋼板貼りつけによって更新され、優美なアーチ形の欄間は失われて、前面も5枚窓のうち左右の2枚ずつをそれぞれ1枚の平面ガラスに交換して変則的な3枚窓となった。その後1980年（昭和55年）に廃車となっている。
時期は不詳（1950年代 - 1960年代?）であるが、富山地方鉄道ではデニ6000形（6001, 6002）を称したことがあり、その後旧番に復したという経過がある。

### セミボ20形

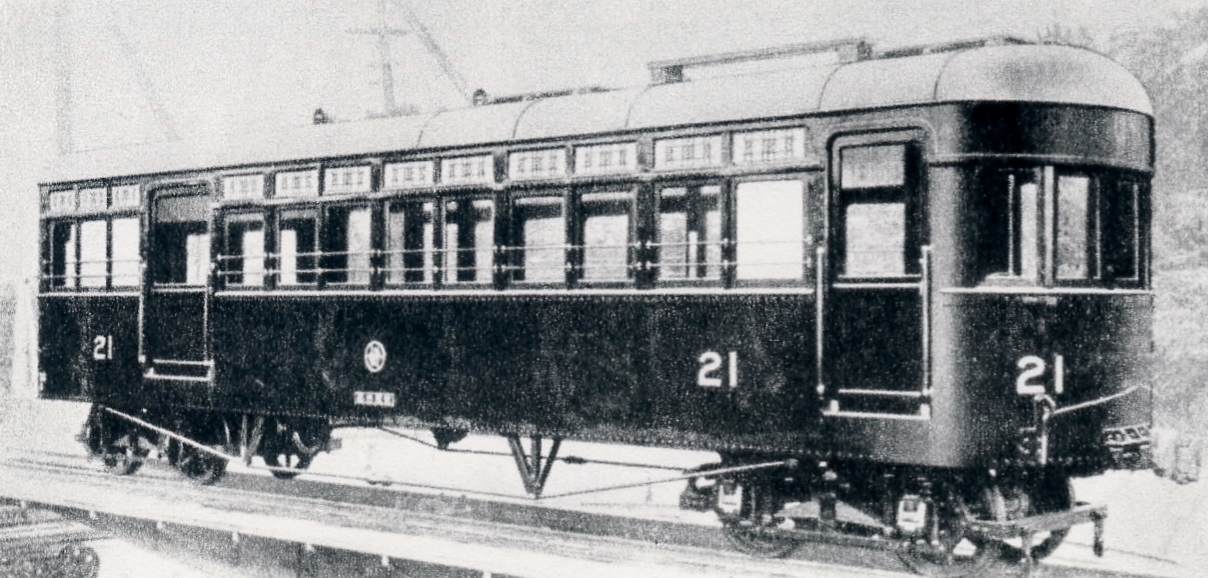
セミボ21

本形式は、電車の増備として製造された半鋼製ボギー車で、1927年（昭和2年）7月に1両（20）がボ1形と同じ大阪鐵工所で、1928年（昭和3年）11月に1両（21）が日本車輌製造本社で新製された。形式記号の「セミボ」とはセミスチール（半鋼製）のボギー車の意味である。
基本的にボ1形の形態を踏襲した両運転台の前面半流線型5枚窓車であるが、メーカーが異なることもあって両車の形態はかなり異なる。

#### セミボ20
20は、ボ1形と同じ大阪鐵工所製であるため、形態的にはそれに近く、前面窓と側面扉上のアーチ形曲線は廃されたものの、2個一組となった側窓上のアーチ形の欄間は残り、前面窓上幕板にはモール状の装飾がある。最大長は13,589mm、最大幅は2,705mm、最大高は4,185mm、自重は22.40tで、総定員は80人、うち座席定員は32人である。側面窓配置はD222222Dで、扉は両端に寄っている。屋根上には水雷形通風器が3個載っている。
制御装置は直接式（メーカー不明）で、定格出力63.41kWの電動機2個を装備する。歯車比は17:72。台車はボ1形と同様であるが住友製である。

#### セミボ21
21は、性能的には20と同等であるが、後位運転台の直後に荷物扱い設備を設置して製造されており、窓配置はD22221D3と前後非対称で、後位の扉は荷物扱いのため前位のものより幅が広かった。また、メーカーが違うこともあって、装飾は20に比べてシンプルで、側窓上部の幕板に1個ずつ長方形の欄間を付けているに過ぎない。最大長は13,472mm、最大幅は2,705mm、最大高は4,197mm、自重は21.65tで、総定員は96人、うち座席定員は28人である。台車は、再び日車C形に戻ったが、軸距は1,530mmとやや長い（ボ1形、セミボ20は1,473mm）。
戦後は、両車とも1951年に松任工場で電装解除、後位運転台撤去のうえ非自動間接式（HL）制御器を装備して、片運転台の制御車として旧伊那電気鉄道の社形と組んで使用された。その際にも、パンタグラフは撤去されずに残されている。
1953年（昭和28年）6月1日に施行された車両形式称号規程改正では、クハ5400形が予定されたが、その直前の同年3月20日付けで廃車され、20は静岡鉄道に、21は岳南鉄道に譲渡された。
静岡鉄道に譲渡された20は、クハ7として1955年（昭和30年）10月に2代目モハ7と編成を組んで使用が開始され、1960年代に廃車されたものと思われる。
岳南鉄道に譲渡された21は、クハ21として使用され、台車はTR10に変更された。廃車は1968年（昭和43年）である。

### ハ1形（参考）
本形式は、1928年7月日車製の木造二軸車で2両（3, 4）が製造された。富山鉄道ハ3, ハ4が出自で、ハ3は1934年（昭和9年）、ハ4は1938年（昭和13年）に廃車されていたが、1939年（昭和14年）に新製扱いで購入した。その際、貫通路を閉鎖し、ロングシートに改造している。1942年に再改造してデッキを撤去し、総定員は74人（うち座席定員14人）で、側面窓配置は1D6D1となった。自重は、3が8.2t、4が8.0tである。国有化に際しては、客車に類別されハ1163, ハ1164とされたが、実質は電車用の付随車であり、電動車の間に挟まって4両編成でも運転されたという。1947年（昭和22年）11月5日付で廃車となり、うち1両の車体は金沢機関区の倉庫として利用された。